# Ландык, Валентин Иванович
Валенти́н Ива́нович Ла́ндык (укр. Валентин Іванович Ландик, род. 22 ноября 1946, Часов Яр) — украинский промышленник и политик, Герой Украины.
Кандидат технических наук (1997), доцент (1999), доктор экономических наук (2003). Член Международной академии холода.
Предприниматель и президент акционерного общества «Норд». Владелец других промышленных и производственных предприятий.
Президент федерации настольного тенниса Украины (1997—2018).
Народный депутат Верховной рады Украины 2, 4—7 созывов.
Один из основателей Партии труда .

## Биография
Родился 22 ноября 1946 года в городе Часов Яр Артемовского района Донецкой области. Украинец.

### Образование
- Окончил металлургический факультет Краматорского индустриального института (1964—1969), инженер-механик.
- Кандидат технических наук (1997), кандидатская диссертация «Разработка и исследование доскональных технологических методов обработки металлов давлением при производстве деталей бытовых холодильных установок». Доцент (1999).
- Доктор экономических наук (2003). Докторская диссертация «Формирование инновационной стратегии больших машиностроительных предприятий» (Институт экономики промышленности НАН Украины, 2003).

### Деятельность
- 08.−09.1969 — инженер-конструктор 3-й категории, 09.1969−05.1970 — старший инженер-технолог, Штеровский метизный завод, г. Миусинск Луганской области.
- 05.1970−06.1971 — служба в Советской Армии, в/ч 03192, Ленинградский военный округ.
- 08.−10.1971 — мастер цеха цепей № 1, 10.1971−09.1973 — старший инженер-технолог, 09.1973−02.1977 — заместитель начальника цеха цепей № 3 по производству, 02.1977−01.1980 — начальник цеха № 4, 01.1980−05.1982 — начальник цеха цепей № 3, 05.1982−11.1985 — секретарь парткома КПСС, Артёмовский машиностроительный завод «Победа труда».
- 11.1985−09.1987 — директор, Донецкий завод продовольственного машиностроения.
- 09.1987−06.1993 — генеральный директор, ПО «Электробытмаш» (АО «Норд»), г. Донецк.
- 06.1993−04.1994 — вице-премьер-министр Украины по вопросам внешнеэкономической деятельности и инвестиций.
- 09.1993−08.1994 — председатель Агентства международного сотрудничества и инвестиций.
- 08.1993−02.1995 — председатель Межведомственного комитета Украины по делам ЕС.
- 1994−1998 — народный депутат Украины, избран по одномандатному округу № 114 Ленинского района Донецка.
- 1998−1999 — президент, ЗАО «Група Норд», г. Киев.
- 1999−2001 — президент, АО «Норд», г. Донецк.
- 2001−2002 — генеральный директор, главное предприятие ЗАО «Група Норд»[4], г. Донецк.
- С 2002 года занимается политической деятельностью, народный депутат Украины, член фракции Партии регионов. В парламенте 4-го созыва был членом Комитета Верховной Рады Украины по вопросам экономической политики, управления народным хозяйством, собственности и инвестиций; в парламенте 5-го — членом комитета по вопросам экономической политики; в парламенте 6-го — председатель подкомитета по вопросам цен и тарифов на услуги Комитета Верховной Рады Украины по вопросам экономической политики; в парламенте 7-го — член комитета по вопросам бюджета.
- Президент Федерации настольного тенниса Украины с 1997 по 2018 г.[2].
- 2001—2018 — президент «АО Норд».

### Семья
- Отец — Иван Петрович (1914—1979).
- Мать — Александра Владимировна (1923—1998).
- Младший брат Владимир Ландик (1949)

## Награды и звания
- Герой Украины (с вручением ордена Державы, 22.11.2006 — за выдающиеся личные заслуги перед Украинским государством в развитии машиностроения, укрепление экономического потенциала Украины и многолетнюю общественно-политическую деятельность)[5].
- Победитель Всеукраинской акции «Золотая фортуна» (1998).[6]
- Ордена «За заслуги» III (08.1999)[7], II (07.2002)[8] и I (08.2011) степеней[9].
- Знак «Шахтёрская слава» III (1974), II (1979) и I (1984) степеней.
- Лауреат Государственной премии Украины в области науки и техники (2003)[10].

## Память
Именем Ландика названа улица Петровского района Донецка.
Почётный гражданин Донецка.